# Adolf Jöhr
Adolf Jöhr (* 12. Juni 1878 in Bern; † 30. Juni 1953 in Zürich) war ein Schweizer Bankier und Funktionär.

## Leben und Werk

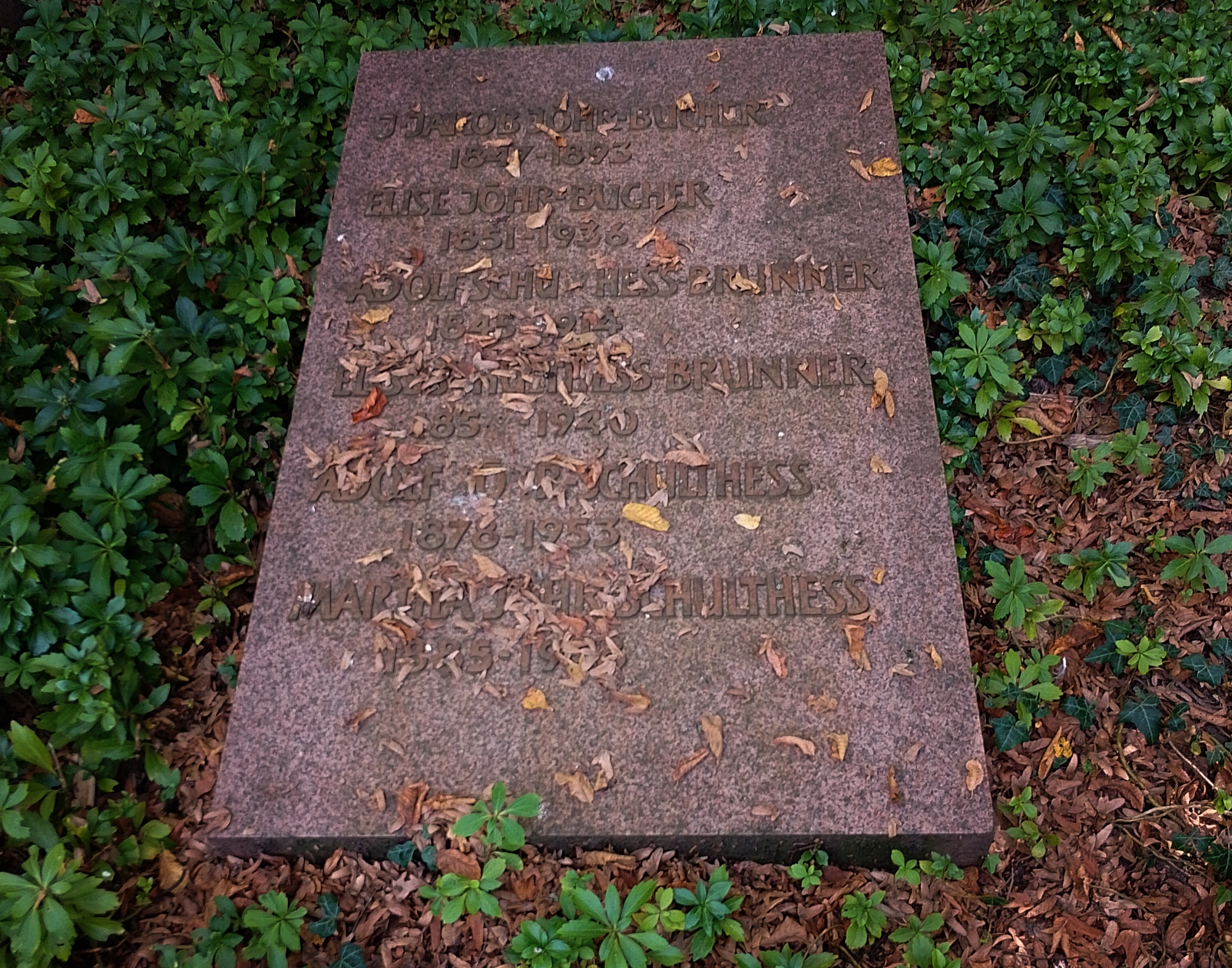
Grab, Friedhof Enzenbühl, Zürich

Adolf Jöhr studierte Wirtschafts- und Staatswissenschaften und promovierte 1900 an der Universität Bern. Anschliessend trat er bei den Schweizerischen Bundesbahnen ein, wo er bis zum Generalsekretär aufstieg. Jöhr war ab 1907 Generalsekretär der neu gegründete Schweizerische Nationalbank und ab 1915 Mitglied des Direktoriums. 
Von 1918 bis 1939 gehörte er der Generaldirektion der Schweizerischen Kreditanstalt an und wurde 1940 zum Verwaltungsratspräsident gewählt. 1939 ernannte ihn der Bundesrat zum Mitglied des Bankrats der Schweiz.
Adolf Jöhr war von 1922 bis 1940 Präsident der Zürcher Kunstgesellschaft und setzte sich für zwei Erweiterungen des Kunsthauses Zürich ein. Zudem war er von 1922 bis 1953 Freund des Zürcher Kunsthauses.
Jöhr war mit Mathilda, geborene Schulthess, verheiratet. Ihr gemeinsamer Sohn war der Nationalökonom Walter Adolf Jöhr. Seine letzte Ruhestätte fand Adolf Jöhr auf dem Friedhof Enzenbühl in Zürich.